# 保罗·海泽

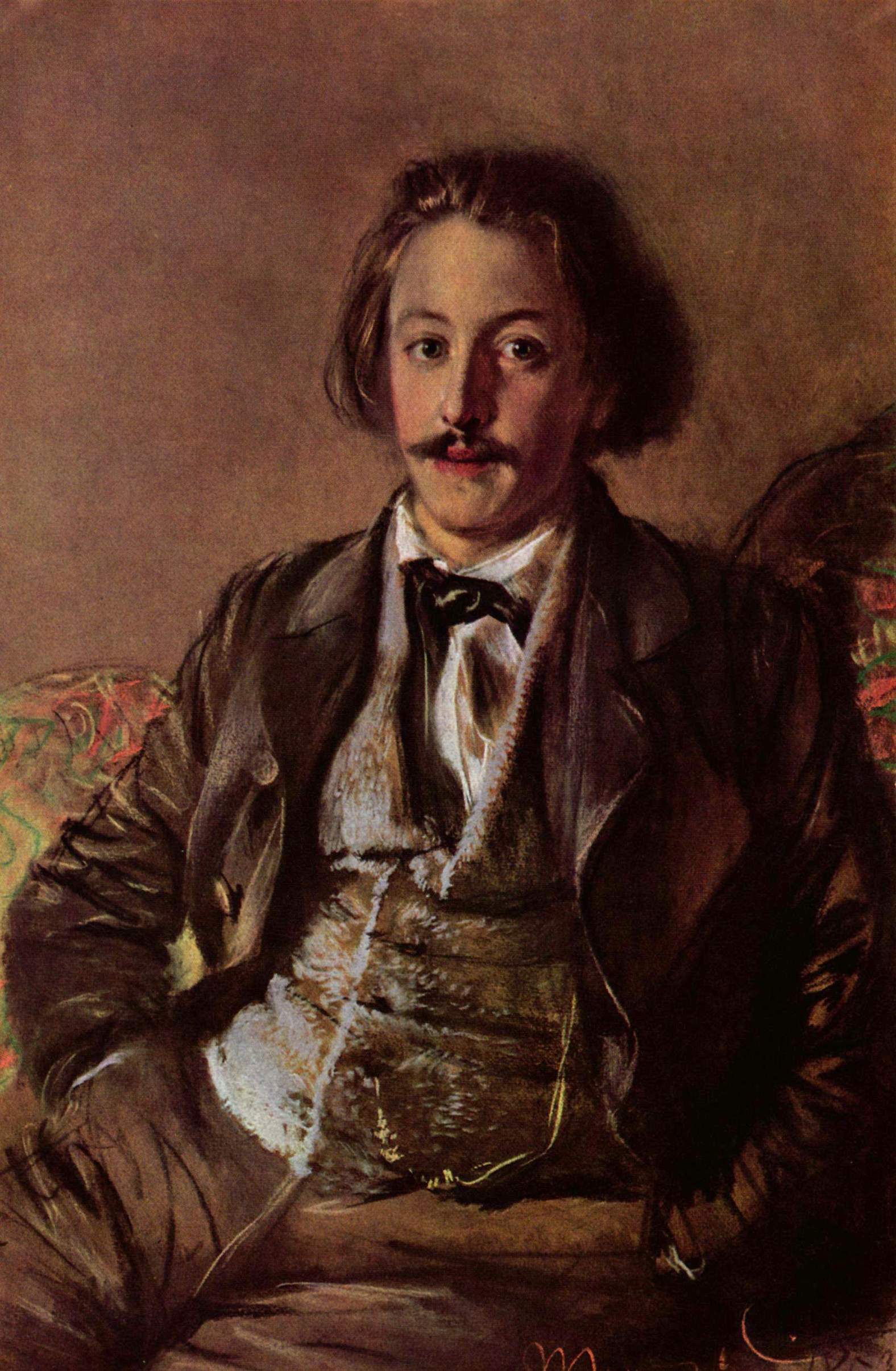
保罗·海泽画像，阿道夫·门策尔作品

保罗·约翰·路德维希·冯·海泽（1830年3月15日—1914年4月2日），德国小说家、诗人、剧作家，1910年诺贝尔文学奖获得者。
海泽在德国柏林出生，父亲是著名文字学家卡尔·威廉·路德维希·海泽，母亲则来自一个富裕的犹太家庭。海泽曾在柏林和波恩接受教育，学习古典语言。此后，他翻译了一些意大利诗人的作品，也开始写作短篇故事，并发表了几部小说，其中最著名的是长篇小说《人间孩童》（Kinder der Welt，1873年）。他是诗人学会“施普雷河上的隧道”和“鳄鱼”（Krokodil）的成员。
海泽的作品包括书籍、诗作，以及约60部戏剧。他在1910年获得诺贝尔文学奖，以表扬“在他漫长而多产的创作生涯中，所达到的充满理想主义精神之艺术至境”。作品主題多是吟哦愛情，藝術上講求構思、運筆細膩、引人入勝，堅持典雅秩序的古典風格。其次，海澤的戲劇題材多取材於古老的傳說或歷史的軼聞趣事，如《所羅王》、《阿西比亞德》、《抹大拉的瑪利亞》、《唐‧璜的末日》。其抒情短詩優雅而和諧，滿懷深情地歌頌山川風光、情愛友誼。

## 主要作品
- 中篇小說有〈犟妹子〉、〈特雷庇姑娘〉等作品。
- 短篇小說(集)有《瘋女及其他》、《道德小說集》等作品。
- 戲劇有《所羅王》、《阿西比亞德》、《抹大拉的瑪利亞》、《唐‧璜的末日》等。

## 作品的中譯
- 毛秋白/選譯，《德意志短篇小說集》，上海：商務印書館，1935年。該書收錄海塞的〈俏皮姑娘〉。
- 伍光健等人/譯，《俏皮姑娘》，台北市：啟明書局，1956年。
- 諾貝爾文學獎全集編譯委員會/編譯，《海才(1910)/梅特林克(1911)》，台北市：九華出版：環華發行，1981年。
- 楊武能/譯，《特萊庇姑娘：海澤中篇小說選》台北市：商周出版，2006年。
- 楊武能/譯，《台伯河畔》，北京市：華夏出版社，2007年。